# Chelone
Chelone is een geslacht van vier soorten planten in de weegbreefamilie (Plantaginaceae).
De bloem en met name de zaaddoos hebben veel weg van een schildpaddenkop met geopende bek waaraan de naam te danken is. Ook de botanische naam Chelone betekent (land)schildpad. De bloemen zijn wit tot roze of paars; de plant is een laatbloeier die op vochtige plaatsen te vinden is.
De vier soorten zijn:
- Chelone cuthbertii
- Chelone glabra
- Chelone lyonii
- Chelone obliqua

Acanthorrhinum · 
Achetaria · 
Adenosma · 
Albraunia · 
Amphianthus · 
Anarrhinum · 
Angelonia · 
Antirrhinum (Leeuwenbek) · 
Aragoa · 
Artanema · 
Asarina · 
Bacopa · 
Basistemon · 
Benjaminia · 
(Besseya) · 
Bougueria · 
Brookea · 
Bryodes · 
Bythophyton · 
Callitriche (Sterrenkroos) · 
Campylanthus · 
Chaenorhinum (Kierleeuwenbek) · 
Chelone (Schildpadbloem) · 
(Chionohebe) · 
Chionophila · 
(Cochlidiosperma) · 
Collinsia · 
(Conobea) · 
Cymbalaria · 
(Detzneria) · 
Digitalis (Vingerhoedskruid) · 
Dintera · 
Dizygostemon · 
Dopatrium · 
Ellisiophyllum · 
Encopella · 
Epixiphium · 
Erinus · 
Galvezia · 
Gambelia · 
Geochorda · 
Globularia (Kogelbloem) · 
Gratiola · 
Hebe · 
Hemiphragma · 
Herpestis · 
Hippuris · 
Holmgrenanthe · 
Holzneria · 
Howelliella · 
Hydrotriche · 
(Isoplexis) · 
Kashmiria · 
Keckiella · 
Kickxia (Stoppelleeuwenbek) · 
Lafuentea · 
Lagotis · 
Limnophila · 
Limosella · 
Linaria (Vlasleeuwenbek) · 
Littorella · 
Lophospermum · 
Mabrya · 
Maurandella · 
Maurandya · 
Mecardonia · 
Melosperma · 
Microcarpaea · 
Misopates · 
Mohavea · 
Monocardia · 
Monopera · 
Monttea · 
Neogaerrhinum · 
(Neopicrorhiza) · 
Nothochelone · 
Nuttallanthus · 
Otacanthus · 
Ourisia · 
Paederota · 
(Parahebe) · 
Penstemon (Penstemon) · 
Philcoxia · 
Picria · 
Picrorhiza · 
Plantago (Weegbree) · 
Poskea · 
Psammetes · 
Pseudorontium · 
Rhodochiton · 
Russelia · 
Sairocarpus · 
Schistophragma · 
Schweinfurthia · 
Scoparia · 
Scrofella · 
Sibthorpia · 
Stemodia · 
(Synthyris) · 
Tetranema · 
Tetraulacium · 
Tonella · 
Uroskinnera · 
Veronica (Ereprijs) · 
Veronicastrum · 
Wulfenia · 
Wulfeniopsis